# Georg von Wilamowitz-Möllendorf
Georg von Wilamowitz-Möllendorf (Weimar, 1893. november 7. – Atlanti-óceán, 1943. július 24.) az egyik legidősebb aktív német tengeralattjáró-kapitány volt a második világháborúban.

## Pályafutása
Georg von Wilamowitz-Möllendorf 1912. április 1-jén lett a Kriegsmarine kadétja. 1919. december 27-én leszerelt, majd később ismét csatlakozott a haditengerészethez. 1942. június 1-jén korvettkapitánnyá léptették elő.
Két tengeralattjáró kapitánya volt, az U–2 iskolahajóé és az U–459-é. Ez utóbbi úgynevezett fejőstehén, vagyis utántöltő tanker volt. Az U–459-cel hat őrjáratot tett, többek között részt vett a Monszun csoport tevékenységében. Hajójával három szövetséges harci gépet lőtt le. 1943. július 29-én tengeralattjárója annyira megsérült a repülőtámadásokban, hogy úgy döntött, elsüllyeszti. A legénységet a hajó elhagyására utasította, tisztelgett a mentőcsónakoknak, majd visszatért a hajótestbe, és elárasztotta azt. A tengeralattjáróval együtt merült el.

## Összegzés
| Hajója | Parancsnoki szolgálata                | Őrjáratok száma | Őrjáratok hossza (nap) | Eltalált hajók száma | Eltalált hajók vízkiszorítása (brt) |
| ------ | ------------------------------------- | --------------- | ---------------------- | -------------------- | ----------------------------------- |
| U–2    | 1940. augusztus 6. – 1941. október    | 0               | 0                      | 0                    | 0                                   |
| U–459  | 1941. november 15. – 1943. július 24. | 6               | 297                    | 0                    | 0                                   |